# Павлица (Илирска Бистрица)
Павлица (словен. Pavlica, итал. Paulizza) је насељено место у општини Илирска Бистрица, Приморско-нотрањска регија, Словенија.

## Историја
До територијалне реорганизације у Словенији била је у саставу старе општине Илирска Бистрица.

## Становништво
У попису становништва из 2011. године, Павлица је имала 13 становника.
| Број становника према пописима | Број становника према пописима | Број становника према пописима |
| ------------------------------ | ------------------------------ | ------------------------------ |
| 1991                           | 2002                           | 2011                           |
| 15                             | 17                             | 13                             |